# Callitriche brutia
Callitriche brutia é uma espécie de planta com flor pertencente à família Callitrichaceae. 
A autoridade científica da espécie é Petagna, tendo sido publicada em Institutiones Botanicae 2: 10. 1787.

## Portugal
Trata-se de uma espécie presente no território português, nomeadamente em Portugal Continental e no Arquipélago dos Açores.
Em termos de naturalidade é nativa das duas regiões atrás indicadas.

## Protecção
Não se encontra protegida por legislação portuguesa ou da Comunidade Europeia.